# 道克·克拉默
羅傑·麥克斯威爾·「道克」·克拉默（英語：Roger Maxwell "Doc" Cramer，1905年7月22日—1990年9月9日），綽號「Flit」，為美國職棒大聯盟的中外野手。生涯曾效力過運動家、紅襪、參議員與老虎等隊。

## 職業生涯
1928年，克拉默在半職業聯盟開啟職棒生涯，並在隔年加盟運動家。1929年和1930年，運動家奪得世界大賽二連霸，不過克拉默完全沒有亮相。1931年世界大賽，克拉默只出賽兩場比賽，最後球隊輸給紅雀。1932年，他的打擊率為3成36。同年6月20日，他在正規9局比賽中繳出6打數6安打的表現，追平大聯盟9局個人最多安打紀錄。1935年7月13日，他成為美聯唯一一位完成該成就兩次的球員。1933年，克拉默的單季得分首度破百。1934年6月10日，克拉默達成完全打擊。同年他敲出202支安打，刷新隊史左打紀錄。隔年他再將紀錄推高至214支，目前這項紀錄仍未被打破。他在1935年的美聯MVP票選上拿下第8名。雖然克拉默站穩了球隊先發位置，但是球隊的財政問題卻日益嚴重。1932年9月，球隊先是把艾爾·西蒙斯和Jimmy Dykes交易到白襪。接著1933年球季結束後，再將雷夫提·葛洛夫和米奇·寇克蘭送走。1935年9月，吉米·法克斯被交易到紅襪。一個月後，克拉默也逃不過被交易到紅襪的命運。
1937年到1940年間，克拉默每年都能繳出3成以上的打擊率。1940年，他敲出美聯最多的單季200安。同年12月12日，他被交易到參議員。在參議員打了一年後，他被交易到老虎。1942年，他的打擊率為2成73。
1943年，克拉默最後一次達成單季3成打擊率。1945年，由於眾多年輕好手加入美軍參與二戰，因此40歲的克拉默還能出賽140場比賽。他也幫助球隊打進世界大賽，並在第五場和第七場都打回2分打點和跑回1分。老虎最終以4勝3敗拿下世界大賽冠軍，這也是克拉默職業生涯的唯一一冠。克拉莫到了生涯後期都擔任代打，並在1948年球季結束後退休。
克拉默生涯敲出2705支安打，在19775年以前退休的球員當中，他是非名人堂球員裡安打數最多的球員。1951年至1953年，他在白襪隊擔任打擊教練。那時他時常擔任內利·法克斯的專屬打擊教練，後來法克斯也成為白襪隊未來的主力二壘手，日後更是入選名人堂。
克拉默在進入職棒圈前擔任木匠，在休賽季他也一直從事這項工作。退休後，他仍繼續擔任木匠和住宅建造員。1990年9月9日，克拉默在紐澤西州的Manahawkin因病去世，享壽85歲。為了紀念他，Manahawkin還將附近的一條林蔭大道以克拉默的名字命名。

## 生涯打擊成績
| 出賽次數 | 打席 | 打數 | 得分 | 安打 | 二安 | 三安 | 全壘打 | 打點 | 盜壘 | 保送 | 三振 | 打擊率 | 上壘率 | 長打率 | OPS  |
| -------- | ---- | ---- | ---- | ---- | ---- | ---- | ------ | ---- | ---- | ---- | ---- | ------ | ------ | ------ | ---- |
| 2239     | 9934 | 9140 | 1357 | 2705 | 396  | 109  | 37     | 842  | 62   | 572  | 345  | .296   | .340   | .375   | .715 |

## 外部連結
- 球員資訊和成績在MLB，ESPN，Retrosheet ，Baseball Reference ，Baseball Reference (Minors) ，Fangraphs，The Baseball Cube （英文）

| 成就             | 成就                   | 成就             |
| ---------------- | ---------------------- | ---------------- |
| 前任： 貝比·赫曼 | 完全打擊 1934年6月10日 | 繼任： 盧·賈里格 |